# Meuter Bach
Der Meuter Bach ist ein gut ein km langer, nordwestlicher und orografisch rechter Zufluss des Scherfbachs und gehört zum Flusssystem der Dhünn, einem Nebenfluss der Wupper.

## Geographie

### Verlauf
Der Meuter Bach entspringt auf einer Höhe von 199,4 m ü. NHN bei Wirtsspezard in drei Quellläufen. Er fließt nach Süden und mündet, nachdem er im Mühlteich der Meutemühle gestaut wird, dort auf einer Höhe von 123,8 m ü. NHN in den Scherfbach. Ihm fließen auf der Strecke zwei weitere nicht näher bezeichnete Bäche zu.

### Flusssystem Dhünn
- Fließgewässer im Flusssystem Dhünn